# Bartolomeo Pignatelli
Bartolomeo Pignatelli (Brindisi, 1200 circa – 1272 circa) è stato un arcivescovo cattolico italiano.
È famoso per essere stato un acerrimo nemico di Manfredi di Sicilia e per essere stato criticato da Dante per aver negato la sepoltura al re scomunicato, dopo aver profanato la sua tomba:
(Dante Alighieri, Purgatorio, Canto III, vv. 124-132)

## Biografia
Apparteneva a famiglia della nobiltà napoletana, ma dai documenti è sempre chiamato de Brundisio, non è chiaro se perché nato a Brindisi dove la sua famiglia dovette essersi spostata, o perché cresciuto in quella città pugliese presso l'arcivescovo Pietro Paparone.

### La carriera ecclesiastica
Della sua formazione non sappiamo nulla, tuttavia è da credere che studiò a Napoli e che raggiunse una compiuta preparazione nell'ambito degli studi canonistici se nel novembre 1239 l'imperatore Federico II di Svevia lo nominò docente di Decretali proprio all'Università di Napoli. Al Pignatelli era affidato espressamente il compito di studiare e insegnare le Decretales di Gregorio IX. L'attività di studio sottendeva palesemente un'attività interpretativa in qualche modo controllata dall'imperatore per il tramite del suo professore, del quale nel documento si sottolinea la fidelitas.
Fu nominato arcivescovo da Innocenzo IV nel 1254 ed inviato alla diocesi di Amalfi (1254), e, successivamente, a quella di Cosenza (1254-66). Aderì nel frattempo convintamente al partito antisvevo, sostenuto da un odium theologicum nei confronti del re Manfredi: a Cosenza appoggiò la rivolta di Pietro Ruffo contro Manfredi (1255), quindi, soffocata dal re svevo la rivolta calabrese, fu costretto a trovare rifugio presso la Santa Sede. Qui maturavano le condizioni politiche e diplomatiche per la cacciata degli svevi dall'Italia, mediante le alleanze che i papi in successione facevano con i re di Inghilterra e di Francia. Finalmente (1263-1264) papa Urbano IV inviò il Pignatelli come legato pontificio a Windsor, a Vincennes e, finalmente, in Provenza per risolvere in maniera definitiva le possibilità dell'intervento armato di Carlo I d'Angiò in Italia meridionale; tale evento era avversato da Beatrice di Provenza, consorte di Carlo, ma era anche necessario trovare consenziente il re d'Inghilterra e quello di Francia. Il Pignatelli seppe rimuovere ogni difficoltà diplomatica con grande astuzia: ottenne che Edmondo d'Inghilterra  rinunciasse ai diritti sul regno di Sicilia conferitigli da papa Alessandro IV, convinse Luigi IX di Francia a non intralciare le mire del fratello Carlo e riuscì a far concludere al Papa un trattato con Carlo d'Angiò, mediante il quale questi riconosceva alla Santa Sede l'alta sovranità sul regno siciliano, ne riceveva dal Pontefice l'investitura, rinunciava al possesso di Benevento e si obbligava a pagare alla Curia romana un tributo annuo di diecimila once d'oro.

### L'episodio dantesco
Passato il Regno di Sicilia nelle mani degli Angioini, il Pignatelli fu nominato arcivescovo di Messina (1266-72). In questa occasione si inserisce l'episodio storico per il quale è maggiormente ricordato: è lui infatti il dantesco pastor di Cosenza che, con il consenso del pontefice Clemente IV, profanò il cadavere di Manfredi morto nella battaglia di Benevento (febbraio 1266); tornando da Roma per recarsi a Messina (settembre 1266), egli dissotterrò il corpo di Manfredi dal tumulo di pietre sotto il quale i cavalieri francesi lo avevano sepolto nei pressi del ponte di Benevento per onorarne l'eroismo, benché fosse stato un nemico; quindi, trasportandolo a candele rovesciate e spente, come si faceva con gli scomunicati e gli eretici, ne disperse i resti al di fuori dei confini dello Stato della Chiesa, probabilmente presso il fiume Liri, che era detto Il Verde.
Bartolomeo Pignatelli divenne poi consigliere particolare del re Carlo I d'Angiò e nel 1269 ebbe in compenso dei suoi servigi la signoria di Caserta per la sua famiglia e l'iscrizione dei consanguinei nei seggi di Nido e Portanuova del Patriziato di Napoli..
Si ignorano il luogo e la data della sua morte, presumibilmente avvenuta intorno al 1272.